# 選考採用
選考採用（せんこうさいよう）とは、部落解放同盟や全国部落解放運動連合会などの同和団体の推薦した人物を公務員として採用する制度。同和利権の1つで、部落枠、同和枠とも言われる。
京都市では現業職員採用の際に用いており、このように部落関係者に支配されている地域の地方公共団体や関係団体には必ず部落枠が存在し、上司の指示を聞かないほどの影響力を持つために、高い犯罪率や他の職員・住民への脅迫、利権確保による税金搾取が問題になってきた。京都市においては、1960年代から違法に部落枠がつくられていたが、1973年に法的に制度化した。

## 概要
京都市では、清掃事業や交通局など主に現業の職員の採用にあたって、一般市民を除いた運動団体の推薦する人物しか採用しないため、部落解放運動に熱心なものがこの枠で推薦される傾向がありこの方式が1973年から1995年度以降縮小されたものの2001年度まで約30年間も続いた。そのため、京都市ではこのような部落枠で、約6000人もの職員が採用されたと見られる。市当局によると1995年以降の7年間ではこの制度で256人を優先雇用したという。
近年、京都市職員による不祥事（覚醒剤使用（1996年から2006年までに覚醒剤や麻薬使用で逮捕された職員は20人）、収賄、傷害、私文書偽造、暴行）などが相次いで報道され、しかも不祥事を起こした職員が特定の部門に集中していることから選考採用によって長年不適格な者を採用し続けていた弊害が厳しく批判されている。
1994年9月の京都市議会では山本正志日本共産党議員の質問に対し清掃局長は「清掃事務所など現場での実態にたいして市民からもきびしい批判があり、職員にはせめて午後3時までは職場で勤務するようにと指導をしていきたい」と答弁した。また同年3月までは市職員である部落解放同盟幹部がヤミ専従によって市から給料を受け取りながら、部落解放同盟本部で仕事をするという実態があったことが指摘された。
1995年には自民党の二之湯智、共産党の藤原冬樹によって京都市議会本会議で職員の不祥事が取り上げられた。
1996年9月に二之湯智は同和地区住民がフリーパスで市職員に採用されることについて、職員採用は全ての市民に開かれたものであるべき、同和地区の若者が安易に職員になれることは地区住民の自立心を養うためにも不適切であることを指摘した。

## 京都市部落枠告発
2006年4月には公益通報者保護法に基づき市役所や民間の不祥事を内部告発する公益通報窓口が設置された。
以上の事実は、以前から『同和利権の真相』シリーズなどで批判されてきたが、2006年になり、関西系の放送局を中心にテレビ番組でも取り上げられるようになり、いっそうの注目を浴びることになった。京都市の桝本頼兼市長もついに選考採用の弊害を認めた。
2006年7月31日の市議会厚生委員会では過去10年間に懲戒処分を受けた職員のうち、6割以上が環境局（旧清掃局を含む）職員であることが判明、その多くが無断欠勤であった。
8月28日の市議会審査会で桝本市長は適格性が不十分な甘い採用があったことを認めた。
また8月31日には「信頼回復と再生のための改革大綱」や市長給与50%カット、6ヶ月など77人の処分が発表された。
同年10月2日に行われた不祥事調査特別委員会では2001年12月に市の幹部職員と部落解放同盟幹部との間で同年11月に市議会で採択された「同和問題に関する決議」や市が定めた同和選考採用枠計画さえ圧力によって覆されたことが明らかになった。
2006年10月に職員の分限免職基準を見直し「病気休職と復職を繰り返す職員」や「過去十年以内に懲戒処分を受けた職員が再び非行を繰り返した場合」などといった基準を明確にした。
また12月には市営住宅の家賃や保育料の滞納を続ける職員に対して懲戒処分、分限免職処分を適用することを決定した。
2006年度中に京都市では覚醒剤取締法違反などで20人が懲戒免職となった。
その後2007年10月から、まち美化事務所、土木事務所、農業指導所、公園管理事務所などにおける現業職員らの仕事ぶりを市民がチェックするオフィスモニター制度が導入されることとなった。